# Булгаков, Олег Николаевич
Олег Николаевич Булгаков (род. 20 ноября 1952, Проскуров) — советский спортсмен по современному пятиборью, Мастер спорта, Мастер спорта международного класса. Чемпион СССР и победитель Спартакиады народов СССР(1975) в командном первенстве. Бронзовый призёр Чемпионатов мира в командном зачете (1978, 1979). Чемпион мира среди юниоров в командном первенстве. Неоднократный победитель и призёр всесоюзных и международных соревнований. Член сборной команды СССР по современному пятиборью 1976—1982 годов. Был кандидатом в команду по современному пятиборью на Олимпийские игры 1980 года в Москве. Выпускник Краснодарского Государственного института физической культуры.

## Спортивная биография
Олег Булгаков начал заниматься пятиборьем под руководством заслуженного тренера России Евгения Ивановича Горишняка в 12-летнем возрасте.